# الدب ڤوتيك

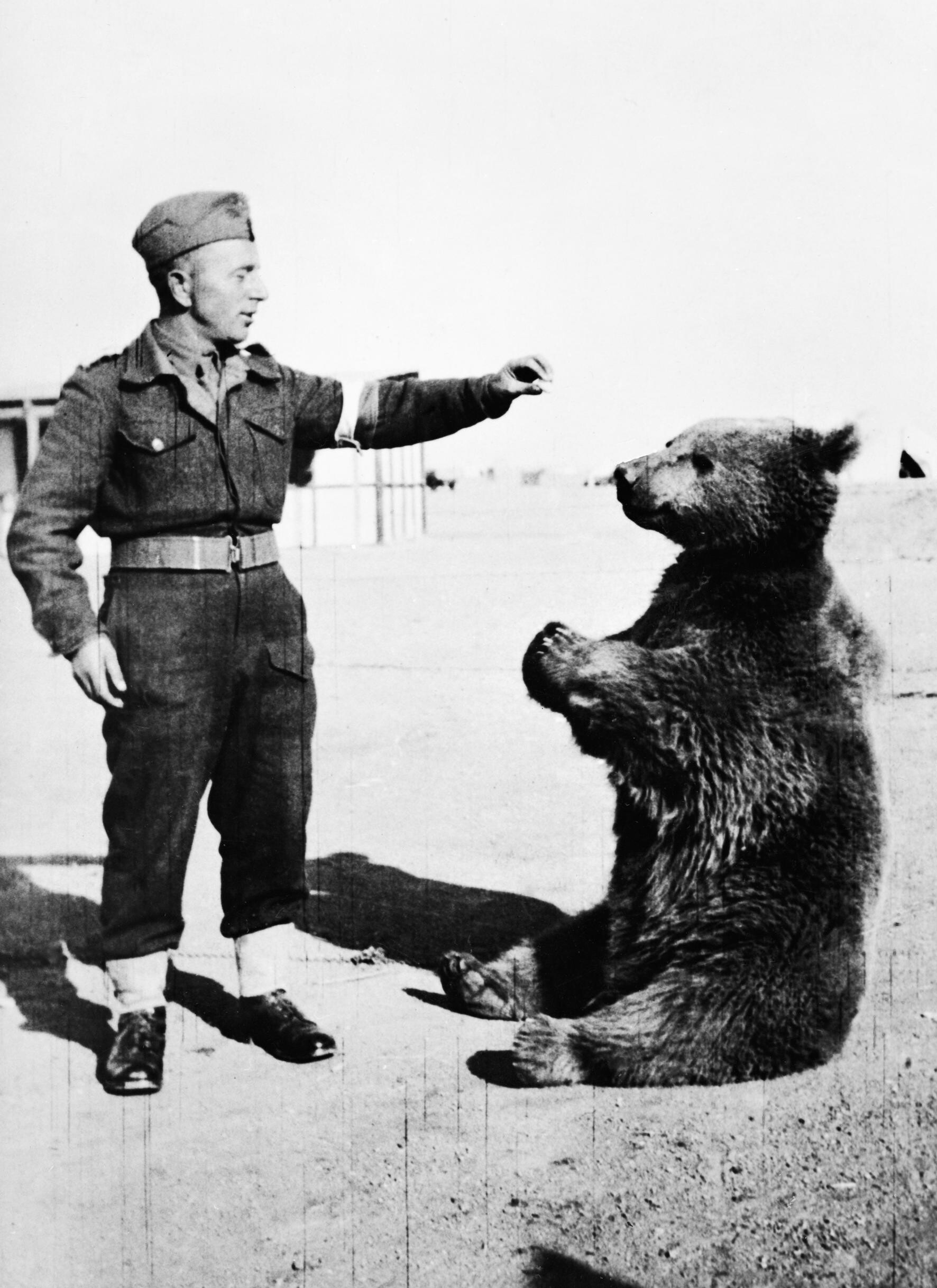
جندي بولندي مع ڤوتيك عام 1942

الدب ڤوتيك en:Wojtek (المحارب السعيد) باللغة البولندية 1942-1963 وتلفظ بالإنكليزية [ˈvɔjtɛk]، وهو الدب البني السوري أو الدب الأسمر، حيث تمَ شرائه كدب يافع في محطة همدان في أيران، ليتمَ نقلهُ من قبل ِالقواتِ البولندية وذلك بعد أن  تم انفصالها عن الاتحاد السوفيتي. ولاحقاً تم تجنيده رسمياً كجندي حاصلٍ على رتبةٍ خاصة ومن ثمَ تمت ترقيته كعريف.
ڤوتيك رافقَ الفرقة البولندية الثانية إلى إيطاليا. وكان جنباً إلى جنب مع الفيلق الثاني والعشرون  للإمدادات المدفعية خلال معركة (Monte Cassino) في إيطاليا عام 1944.
ڤوتيك كان له الدور في نقل صناديق الذخيرة، كما وتمتع لاحقاً بشهرة لزيارته رجال وجنرالات وحلفاءِ الدولة.
و بعدَ الحرب، غادر ڤوتيك الجيش البولندي وتم توفير مأوى له ليعيش بقية حياته في حديقة الحيوان في إندنبرة عاصمة اسكتلندا.

## حياته
في ربيع عام 1942،  جيش آندرس الذي شُكل حديثاً انشق عن الاتحاد السوفيتي ليذهب إلى إيران برفقة الآلاف من المدنين البولنديين والذين لاحقاً وبعد عام 1939 تم ترحيلهم إلى الاتحاد السوفيتي «شرق بولندا» و في يوم الثامن من أبريل من عام 1942 عند محطة قطار همدان  التقى الجنود البولنديين بصبي كردي كان قد وجدَ «دَسيماً»  قد قُتلت أُمه من قبل الصيادين.
عندها  إحدى اللاجئين المدنيين  "إيرينا إينكا  Irena (Inka) Bokiewicz ذو الثمانية عشر عاماً وهي ابنة أخت الجنرال بولسلاو Bolesław Wieniawa-Długoszowski  و التي استلطفت الدُب كثيراً مما دفعها  بأن تقنع الملازم أناتول Anatol Tarnowiecki  لشرائه. ثم أتم ڤوتيك الثلاثة أشهر ألاحقة في مخيمٍ للاجئين البولنديين قرب طهران.
في بادئ الأمر كان الدبُ الصغير تحت رعاية إيرينا وفي  شهر آب«أغسطس» تم التبرع به ليكون وسيلة للنقل في الفيلق الثاني والذي لاحقاً أصبح الفيلق الثاني والعشرون للإمدادات المدفعية، وبعدها تمت تسميته من قبل الجنود بـ ڤوتيك، إن هذا اللقب هو اسم قديم في اللغة السلوفاكية والتي تعني المحارب السعيد ولا زال هذا اللقب شائعاً في بولندا.
في البداية كان الدب الصغير يعاني من صعوبة في البلع لذا كانت تتم تغذيته  بالحليب المكثف بزجاجة  قديمة من الفودكا، ومن حين لأخر كان يقدم له بعضا من الفاكهة، المربى، العسل والشراب وغالبا ما كان يكافئ ببعض الجعة التي أصبحت مشروبه المفضل كما أنه كان يستمتع بتناول السجائر مع القهوة صباحاً، وأيضاً كان يشارك الجنود المأوى ما إذا كان اليل بارداً، كثيرا ما كان يستمتع بالمصارعة مع الجنود كما أنه أيضاً تعلم كيف يلقي التحية.أصبح ڤوتيك مركز الانتباه للجنود والمدنين في آن واحد، وسرعان ما تحول ڤوتيك إلى رمزٍ لجلب الحظ لجميع الوحدات والمحطات المجاورة. ثم أنتقل المحارب السعيد مع الفيلق الثاني والعشرون إلى العراق وبعدها عبر سوريا  ثم فلسطين ومصر.
الدب ڤوتيك كان يقوم بتقليد الجنود، يشرب الجعة ويمشي مع الجنود جنبا إلى جنب على على قدميه كما رآهم يفعلون. كان لڤوتيك مربٍ خاص للعناية به وسرعان ما كَبر الدب الصغير ومع الوقت وخلال معركة مونتي كاسينو أصبح وزنه 200 رطل (14 st; 91 kg).

## المجند ڤوتيك
من مصر، تم تكليف الجيش البولندي (الفيلق الثاني) للقتال جنبا إلى جنب مع الجيش البريطاني الثامن خلال الحملة الإيطالية. ولكن حسب قوانين سفن النقل البريطانية التي كانت ستنقل الجيش إلى ايطاليا  يمنع نقل الحيوانات الأليفة، وللتحايل على ذلك القانون تم تعين ڤوتيك رسمياً كجندي خاص في الفيلق الثاني والعشرون للإمدادات المدفعية وقد تم تخصيص كل من هنريك Henryk Zacharewicz وديميتري Dymitr Szawlugo ليقوما بالعناية به.
كجندي متطوع يحمل الهوية  ورتبة عسكرية ورقماً تسلسلياً، عاش بين الجنود الآخرين في خيمهم أو في صناديق خشبية والتي كانت تنقل بالشاحنة. خلال معركة مونتي كاسينو ساعد ڤوتيك وحدته العسكرية من خلال نقل الذخيرة عبر حمل 100 طن أي ما يعادل 45 كغ من الصناديق التي تحوي على 25 طن من القذائف المدفعية دون أن يسقط أي منها.
على الرغم من ذلك، فإن هناك ممن يختلفون على مصداقية قصة ڤوتيك وفقاً لما يقوله البعض، بيد أن الجنود البريطانيين يزعمون رؤية دبٍ يحمل صناديق الذخيرة[, الدب قام بتقليد الجنود حين رأى رجلاً يحمل صندوقاً. ڤوتيك حمل صناديق عادة ما تحتاج لأربعة رجال لحملها دفعة واحدة، والتي كان يقوم بوضعها فوق الشاحنة أو فوق صناديق أخرى من الذخيرة.
إن ما حصل خلال تلك المعركة أكسبت ڤوتيك الترقية لرتبة عريف، وتقديراً لڤوتيك تم وضع صورة دب يحمل الزخيرة كشعار رسمي للفيلق الثاني والعشرون.

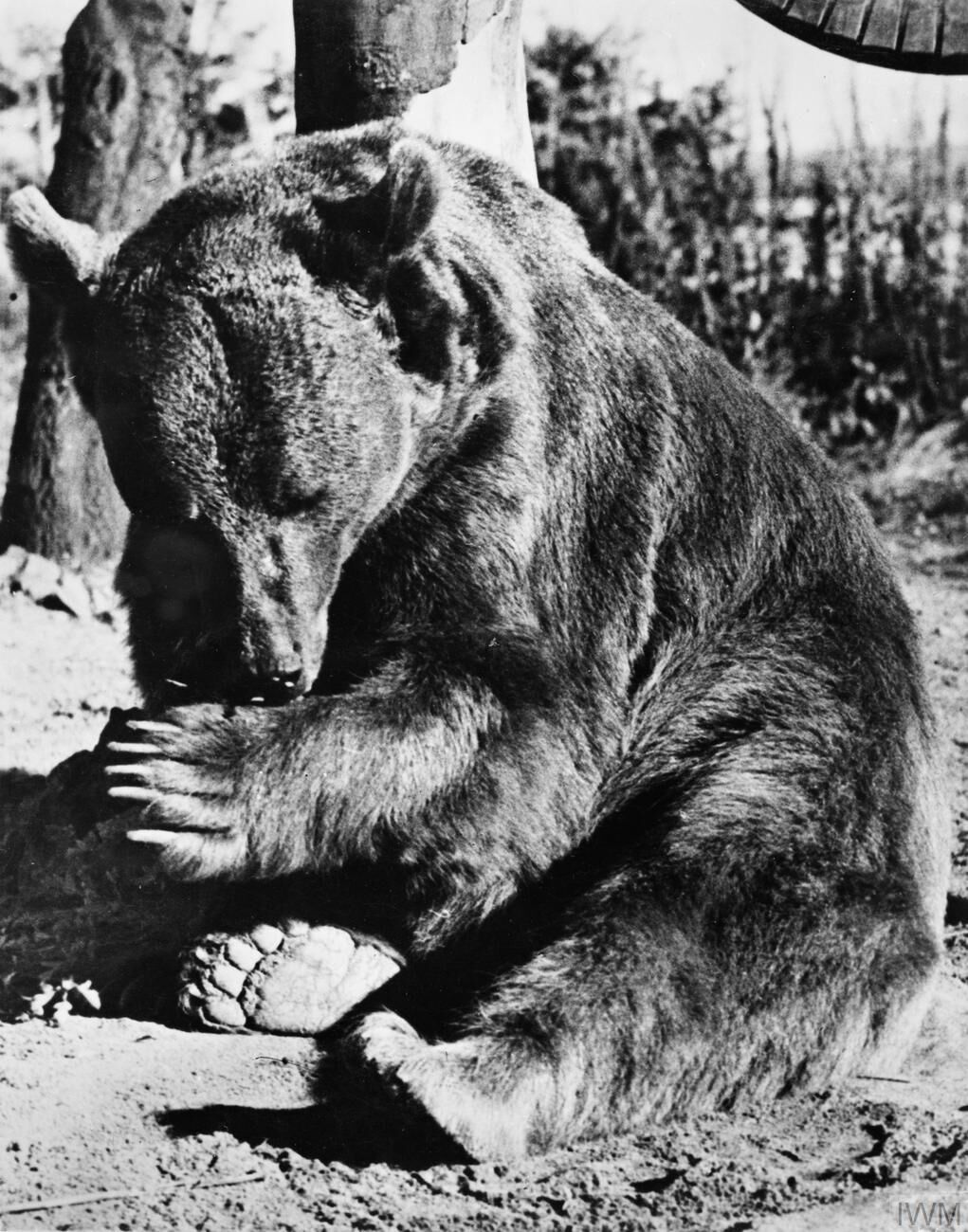
ڤوتيك في Winfield Aerodorme في مزرعة sunwick قرب Hurtton في Berwickshire بعد الحرب

## بعد الحرب
بعد نهاية الحرب العالمية الثانية في عام 1945، تم نقل ڤوتيك إلى بروكشير في اسكتلندا  برفقة بقية الفيلق الثاني والعشرون ليتمركز لاحقاً في مطار وينفيلد في مزرعة Sunwick  قرب قرية هوتون على الحدود الاسكتلندية.
سرعان ما لقي ڤوتيك سيطاً شعبياً وسط السكان المحليين وحظي باهتمام الصحافة البولندية والاسكتلندية التي جعلت منه عضواً مشرفاً. لاحقاً تم تسريح ڤوتيك من الجيش في الخامس عشر من نوفمبر «تشرين الثاني» من عام 1947، وتم إرساله إلى حديقة الحيوان في إندنبرة عاصمة اسكتلندا، حيث أمضى فيها بقية حياته.
وبين الحين والآخر كانت الصحافة تقوم بزيارته أو بعضٍ من الجنود البولندين القدماء الذين كانوا يلقون له بالسجائر ليقوم بأكلها، كما كان في السابق حين خدمته للجيش البولندي. وللأعلامِ النصيب أيضاً من قصة ڤوتيك والذي لعب دوراً في شهرتهِ لاحقاً حيث حل ضيفاً على قناة BBC  في برنامج Blue Peter  للأطفال. 
رَحل ڤوتيك في ديسمبر كانون الأول من عام 1963 بعمر 21 سنة، بوزن يقارب 35 رطلاً (490 lb; 220 kg) وبطول يقارب أكثر من 6 أقدام أي (1.8ِm).

## الإرث

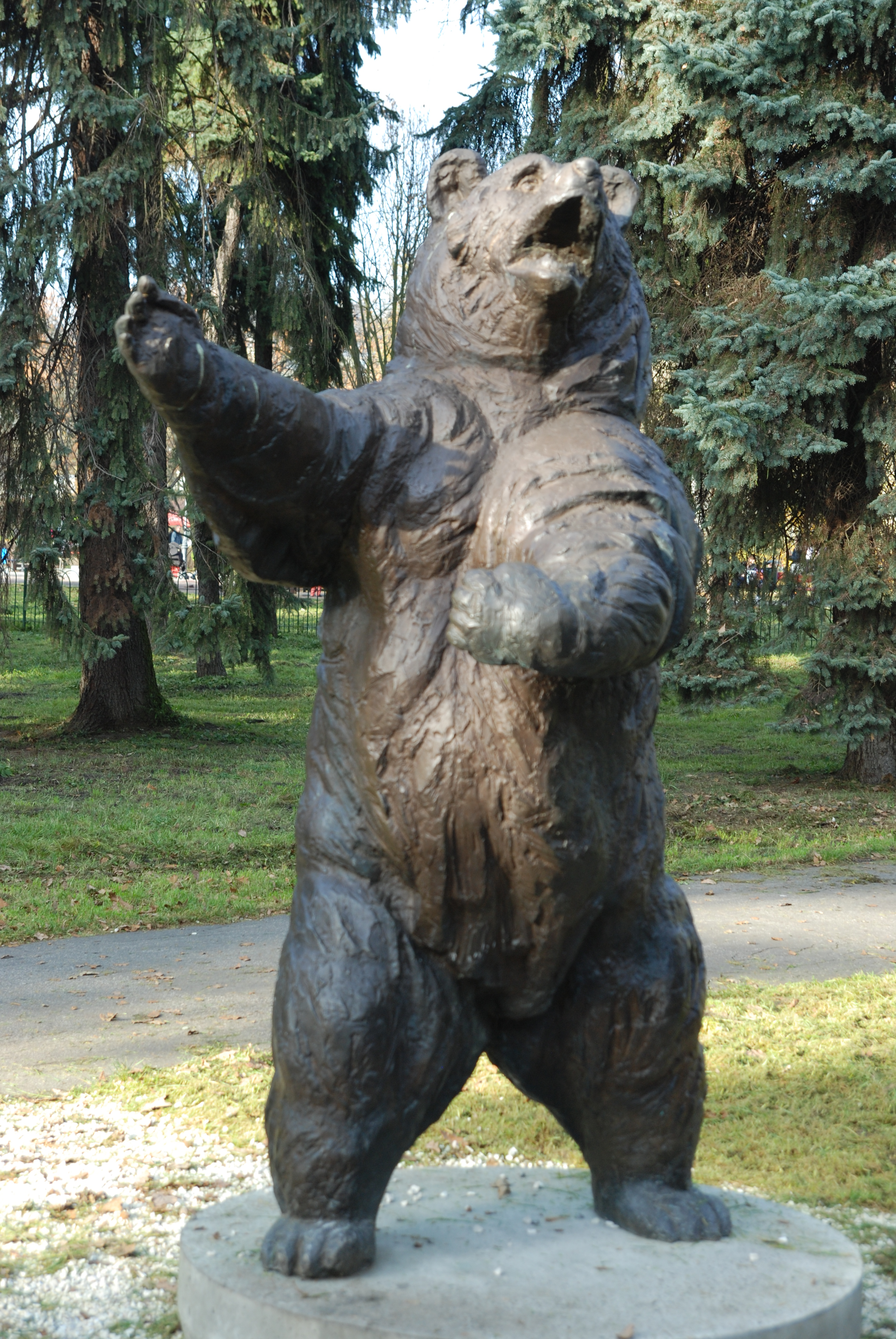
تمثال ڤوتيك في حديقة Jordan park في Kraków

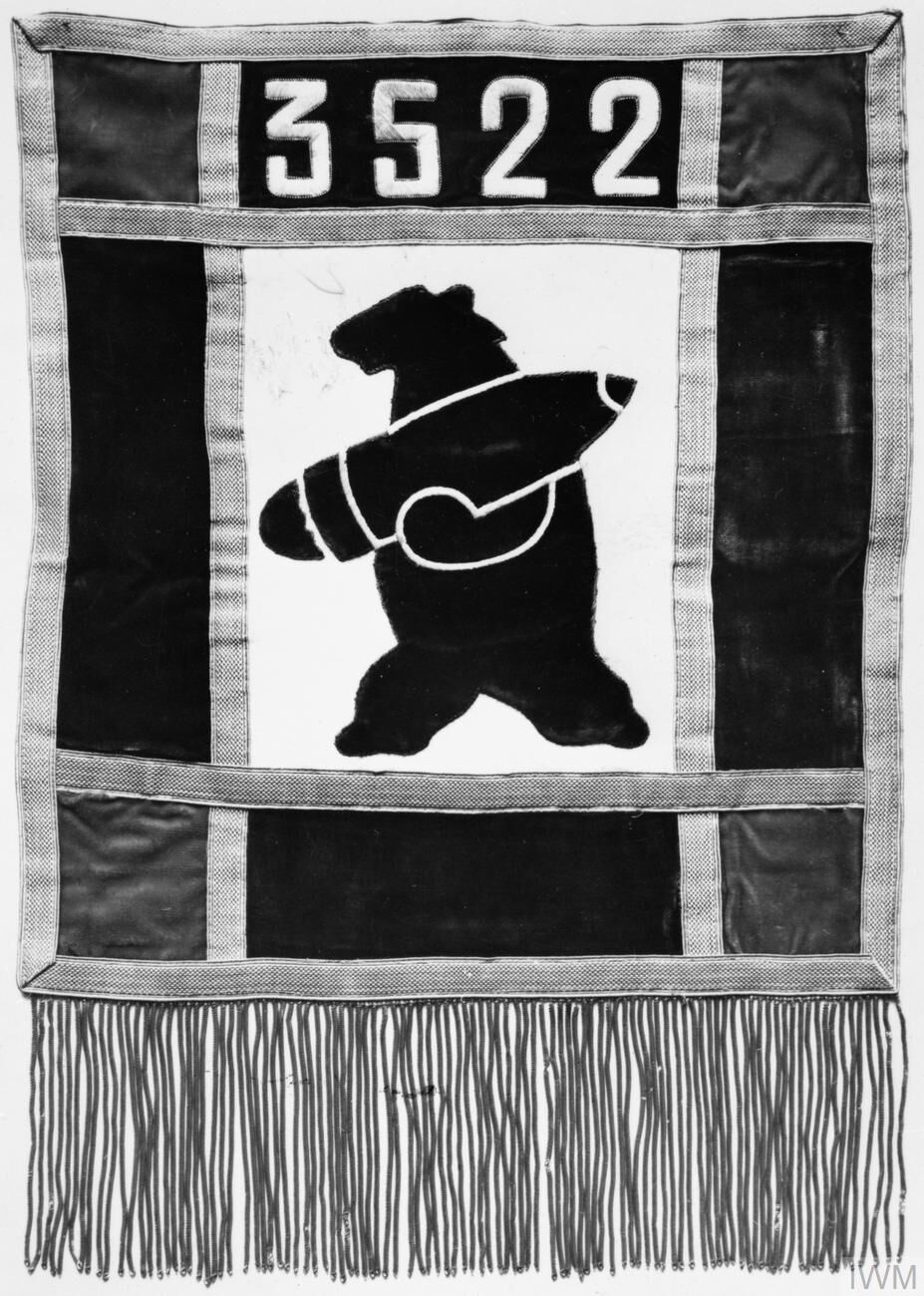
شعار الفرقة الثانية و العشرون للإمدادات المدفعية البولندي

العديد من النصب التذكارية للدب الجندي وإحداها لوحة في متحف الحرب الإمبراطوري في لندن. تمثال من صنع ديفيد هاردينج في متحف Sikorski، ومنحوتة خشبية في Weelsby Woods- Grimsby.
عام 2013، قرر مجلس مدينة كراكوف Kraków إقامة تمثال لڤوتيك في منتزه Jordan park. تم الكشف عنه في 18 من شهر أيار 2014، وذلك في الذكرى السبعين لمعركة مونتي كاسينو.
عام 2013، وافق مجلس مدينة إدنبرة على إقامة تمثال برونزي لڤوتيك، أنشأه Alan Beattie Herriot ليكون نصباً في حدائق West Princes Street Gardens. تم الكشف عنه في عام 2015، وهي تمثال للجندي ڤوتيك يسير جنباً إلى جنب مع زميله في الجيش البولندي بطول واحد ونصف متر أي (خمسة أقدام) وذلك لتوثق رحلة ڤوتيك مع الجيش البولندي من مصر إلى اسكتلندا.
عام 1947 تم سرد قصة ڤوتيك الدب الجندي خلال ثلاثة حلقات من مسلسل تلفزيوني للأطفال عبر قناة BBC مسلسل Jackanory لـ Harry Towb.
عام 2011 تم عرض فلم «الدب الذي ذهب إلى الحرب» على قناة BBC قام بسرد قصته Brian Blessed.
عام 2014 قامة كاتبة الأغاني Katy Carr باطلاق فيديو موسيقي بعنوان Wojtek وذلك في الذكرة الـ 75 للغزو السوفيتي لبولندا.
تم الإشارة إليه في لعبة Heart of iron IV للفوز ببيضة عيد الفصح «الدب حامل المدفعية» هذا الإنجاز يكتسب عند اللعب لصالح الفريق البولندي ولدى وجود تلك القوات في حين صراعها مع القوات الإيطالية، وللسيطرة أو التحالف والسيطرة أيضاً على مقاطعة همدان في إيران وبالرغم من هذا يجب أن تحافظ على عدم الانحياز.

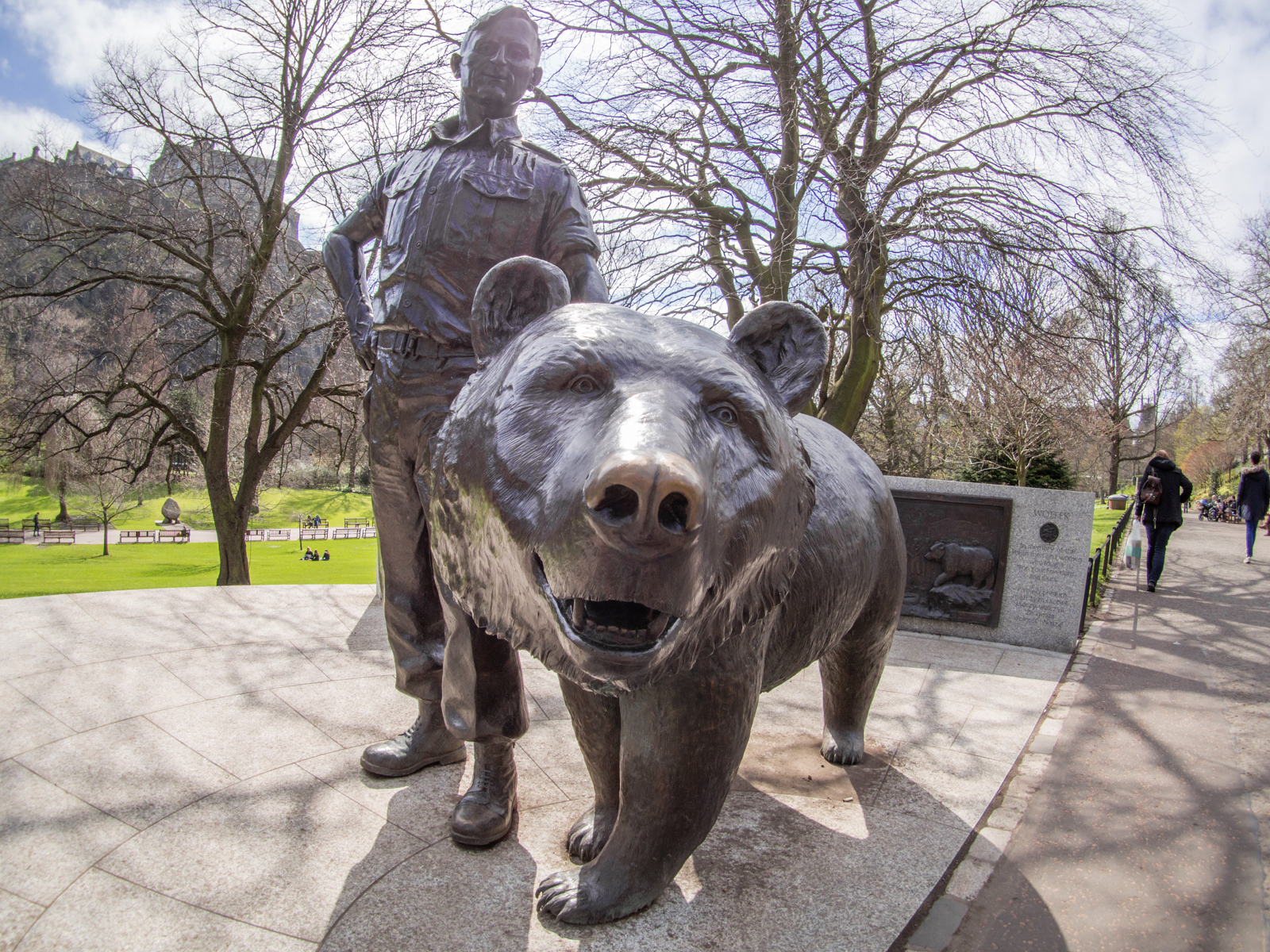
تمثال لڤوتيك في حديقة Prince Street

في لعبة المنجل صممت مدينة بولندا الخيالية وعرفت ب «جمهورية بولندا» والتي يمثلها شخصيتين هما «آن وڤوتيك» حيث كانت آن رفيقة للدب ڤوتيك.
في سلسلة الكرتون Girls und Panzer حيث كانرمز بولندا مصدر إلهام للمدرسة وكان دباً يحمل قذيفة مدفعية كرمز للفرقة الثانية والعشرون للإمدادات المدفعية وللدب ڤوتيك.

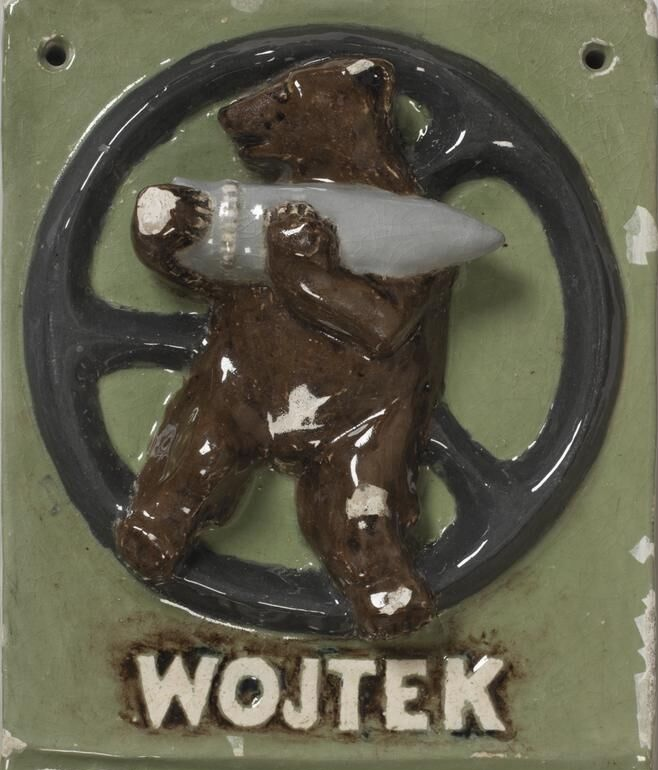
شعار لڤوتيك في Imperial War Museum

في لعبة الديجيتال الورقية عبر الإنترنت GWENT ڤوتيك كان الاسم الصوتي الدال على الدب الذي يطلب مجموعة من الأوراق في لعبة Skellige starter deck.

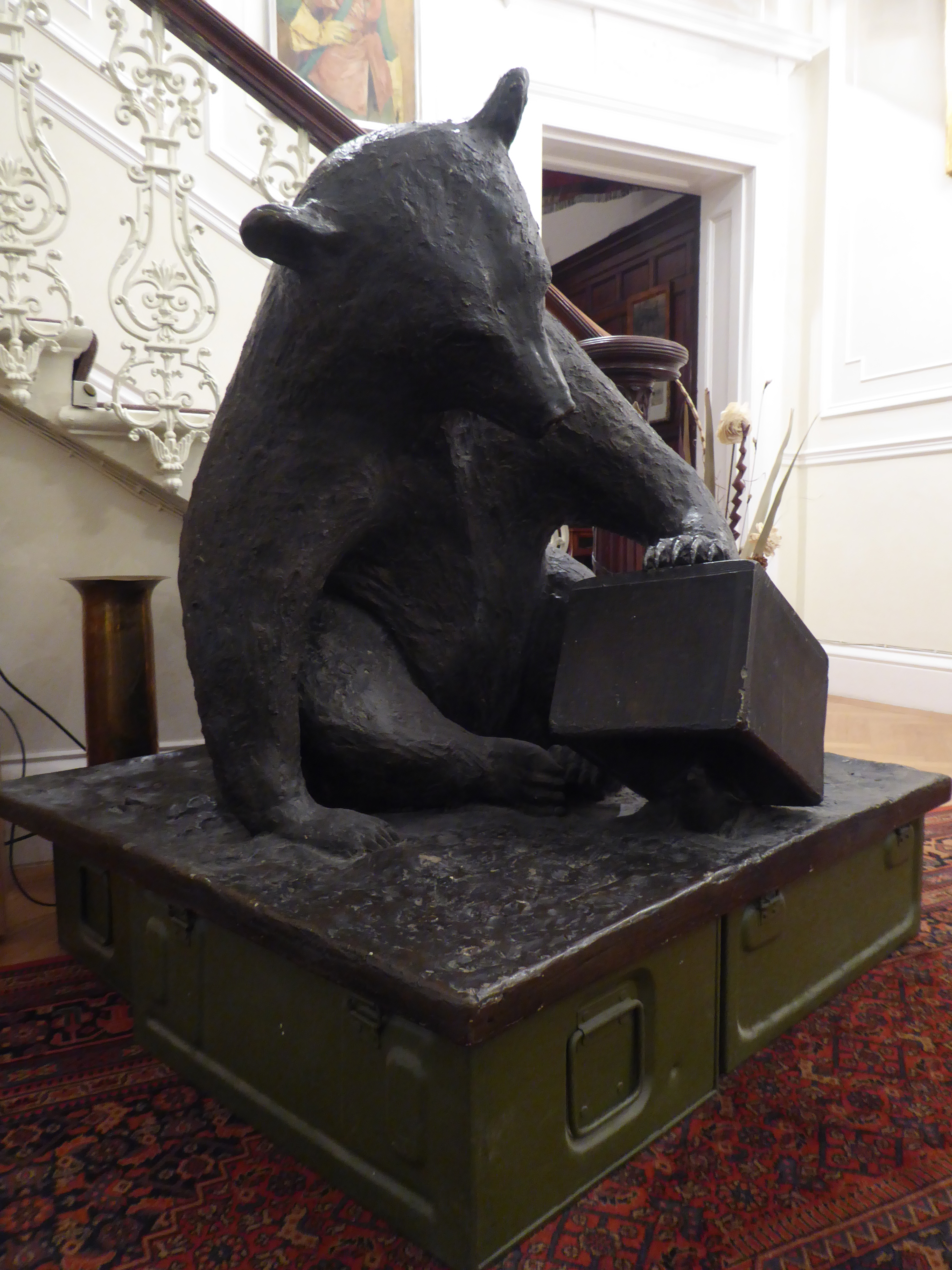
منحوتة لڤوتيك صنعها الفنان David Harding معروضة في المتحف البولندي و متحف Sikorski Museum